# Gustaw Kieszkowski
Gustaw Kieszkowski herbu Krzywda (ur. 30 marca 1884 w Krakowie, zm. ?) – pułkownik piechoty Wojska Polskiego, kawaler Orderu Virtuti Militari, wydalony z korpusu oficerów.

## Życiorys
Gustaw Kieszkowski urodził się 30 marca 1884 w Krakowie. Wywodził się z rodu Kieszkowskich herbu Krzywda. Był potomkiem Kazimierza, Antoniego, prawnukiem Stanisława, wnukiem Henryka oraz synem Czesława i Jadwigi z Pietsch von Ritterschildów (1848–1908). Miał rodzeństwo: Jerzego (1872–1923), prawnika, historyka sztuki, Juliusza (ur. 1873), oficera ułanów C. K. Armii, Janinę (żona Walerego Łukaszewicza), Elżbietę, Zofię (żona Stanisława Madejewskiego), Stanisława (ur. 1879), Zygmunta (ur. 1881), Jana Kazimierza (ur. 1888).
Od 1894 uczył się w C. K. III Gimnazjum w Krakowie, gdzie w 1897 ukończył III klasę. Od tego roku kontynuował edukację od IV klasy w C. K. Gimnazjum w Sanoku, gdzie w 1902 ukończył VIII klasę i zdał egzamin dojrzałości (w jego klasie byli m.in. Bolesław Keim, Wiesław Krawczyński, Tadeusz Miękisz, Mieczysław Wygrzywalski, Jan Zakrzewski). Podczas nauki w Sanoku pozostawał pod opieką swojego starszego brata Jerzego, zatrudnionego wówczas w starostwie c. k. powiatu sanockiego, a zamieszkiwał u Amalii Dobrzańskiej niedaleko szkoły przy ulicy Sobieskiego (wdowa po prof. Pawle Dobrzańskim), a potem w domu Karola Gerardisa.
Podjął pracę w Towarzystwie Wzajemnych Ubezpieczeń w Krakowie (wcześniej działali tamże jego dziadek i ojciec – obaj obwinieni o defraudacje), gdzie od ok. 1906 był nieegzaminowanym praktykantem w Centralnym Wydziale Szkód, od ok. 1907 praktykantem egzaminowanym w sekcji I, od ok. 1911 z rangą X, od ok. 1912 z rangą IX w wydziale ubezpieczeń przy dyrekcji, a od ok. 1913 w oddziale III.
W rezerwie piechoty C. K. Armii został mianowany kadetem z dniem 1 stycznia 1909, potem mianowany chorążym z dniem 1 stycznia 1909 i awansowany na podporucznika z dniem 1 stycznia 1913. Był przydzielony do 56 pułku piechoty w Krakowie. W trakcie I wojny światowej otrzymał awans na porucznika rezerwy z dniem 1 września 1915. Podczas wojny nadal posiadał przydział do pułku piechoty nr 56.
Po zakończeniu wojny, jako były oficer armii austriackiej został przyjęty do Wojska Polskiego i zatwierdzony w stopniu porucznika. 15 lipca 1920 jako oficer Dowództwa Okręgu Generalnego Lwów został zatwierdzony z dniem 1 kwietnia 1920 w stopniu majora, w piechocie, w grupie oficerów byłej armii austro-węgierskiej. Brał udział w wojnie polsko-bolszewickiej, w 1920 służąc w szeregach 6 Dywizji Piechoty.
Awansowany na podpułkownika piechoty z dniem 1 czerwca 1919. W lipcu 1922 został mianowany zastępcą dowódcy 12 pułku piechoty w Wadowicach, po czym w 1924 pozostając z przydziałem do tej jednostki, w charakterze oficera w tymczasowym stanie na etacie przejściowym, został skierowany do pracy przy na kursie dla oficerów sztabowych piechoty. Jako oficer nadetatowy 12 pułku piechoty i pełniący służbę jako wykładowca w Ob. Szkole Kawalerii w marcu 1927 został przeniesiony do 65 pułku piechoty w Grudziądzu na stanowisko dowódcy pułku. Został mianowany pułkownikiem piechoty z dniem 1 stycznia 1928. Z dniem 30 kwietnia 1934 został przeniesiony w stan spoczynku. Wcześniej został zawieszony w czynnościach dowódcy pułku i oddany pod sąd za nadużycia finansowe, a potem skazany przez sąd na karę czterech miesięcy twierdzy. W 1935 został wydalony z korpusu oficerów za zaciąganie licznych pożyczek u podwładnych i z funduszy pułkowych.
Po zakończeniu II wojny światowej był podejrzewany przez służby PRL o współpracę z Oddziałem II Sztabu Generalnego Wojska Polskiego.

## Ordery i odznaczenia
- Krzyż Srebrny Orderu Virtuti Militari nr 225[43] – 22 lutego 1921[44] za przeprowadzenie 20 sierpnia 1920 wypadku na wieś Pikułowice[45][30]
- Krzyż Walecznych (dwukrotnie, przed 1923)[34]

austro-węgierskie
- Srebrny Medal Zasługi Wojskowej na wstążce Krzyża Zasługi Wojskowej (przed 1916)[25] i z mieczami (przed 1918)[27]
- Brązowy Medal Zasługi Wojskowej na wstążce Krzyża Zasługi Wojskowej (przed 1916)[25] i z mieczami (przed 1918)[27]
- Krzyż Wojskowy Karola (przed 1918)[27]
- Krzyż Pamiątkowy Mobilizacji 1912–1913 (przed 1914)[23]